# Josias Quintal
Josias Quintal de Oliveira (Santo Antônio de Pádua, 29 de dezembro de 1947) é um advogado, policial militar e político brasileiro. Atualmente filiado ao Partido Social Democrático (PSD), foi prefeito de Santo Antônio de Pádua, deputado federal pelo Rio de Janeiro e secretário estadual de Segurança Pública do Rio de Janeiro. O político já foi filiado anteriormente ao Partido Socialista Brasileiro (PSB) e ao Movimento Democrático Brasileiro (MDB).

## Carreira política
Em abril de 1999, Josias Quintal foi empossado secretário estadual de Segurança Pública do Rio de Janeiro pelo governador fluminense Anthony Garotinho, sucedendo José Siqueira Silva. Permaneceu no cargo até o dia 5 de abril de 2002, sendo sucedido por Roberto Aguiar. Voltou a ocupar o cargo em 2003, no início da gestão da governadora fluminense Rosinha Garotinho.
Nas eleições de 2002, Josias Quintal foi eleito deputado federal pelo Rio de Janeiro para a 52ª legislatura (2003–2007) da Câmara dos Deputados do Brasil. Na ocasião, como candidato pelo Partido Socialista Brasileiro (PSB), obteve 118.455 votos, sendo o 11º candidato mais votado para o cargo no estado. Assumiu o mandato no dia 28 de abril de 2003 após pedir exoneração do cargo de secretário estadual de Segurança Pública do Rio de Janeiro, que ocupava desde o início de 2003.
Em 2006, Josias Quintal chegou a ser investigado pela CPI dos Sanguessugas por suposto envolvimento no escândalo dos sanguessugas, porém foi considerado inocente pois as investigações feitas não reuniram indícios suficientes de sua participação nas irregularidades. No mesmo ano, nas eleições de 2006, Josias tentou se reeleger deputado federal pelo Rio de Janeiro, novamente como candidato pelo PSB, porém ficou como suplente do partido após obter 36.938 votos. Dois anos depois, nas eleições de 2008, Quintal se candidatou pelo PSB para vice-prefeito de Santo Antônio de Pádua na chapa encabeçada por Maria Dib, derrotada pela chapa do candidato a prefeito José Renato Padilha.
Nas eleições de 2012, Josias Quintal foi eleito prefeito de Santo Antônio de Pádua. Na ocasião, como candidato pelo Partido Socialista Brasileiro (PSB), obteve 14.518 votos (56,85% dos votos válidos). Já nas eleições de 2016, novamente como candidato pelo PSB, Josias foi reeleito prefeito de Santo Antônio Pádua com 9.367 votos (37,23% dos votos válidos). Nas eleições de 2024, Quintal candidatou-se novamente para prefeito de Santo Antônio de Pádua, dessa vez como candidato pelo Partido Social Democrático (PSD), porém não foi eleito, obtendo 1.001 votos (4,05% dos votos válidos).